# Paseo Bravo

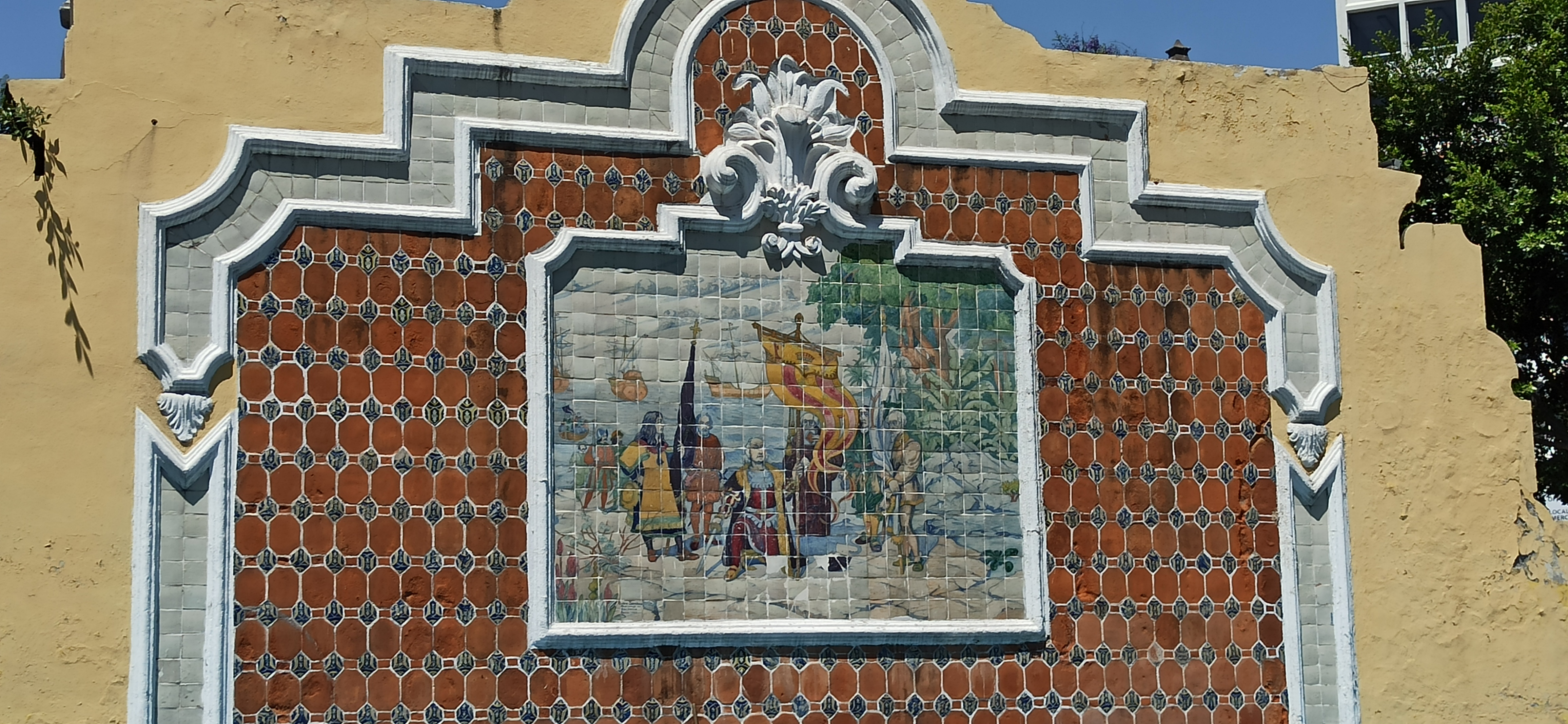

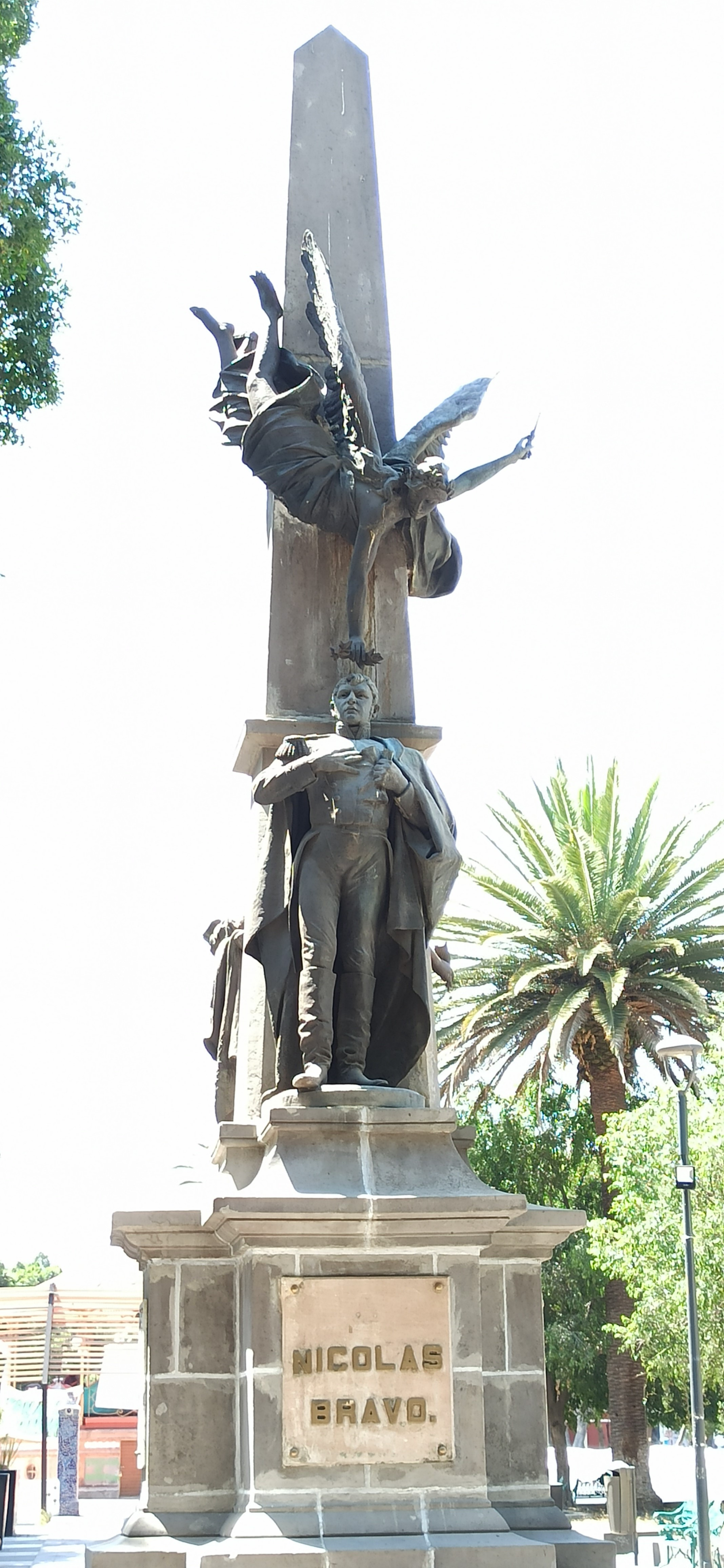
Nicolas Bravo

El Paseo Bravo es un parque urbano ubicado en la ciudad de Puebla, en Puebla, México. Fue inaugurado en 1840 bajo el nombre de Paseo Nuevo y es considerado uno de los sitios emblemáticos de la capital poblana. Debe su nombre al general insurgente Miguel Bravo.

## Historia

### Plaza del Parral (1754-1814)
De acuerdo con el libro Las calles de Puebla, del historiador Hugo Leicht, parte del terreno que conforma el Paseo Bravo formaba una plazuela conocida como Plaza del Parral. Hasta principios del siglo XIX, en esta plaza se situaba una horca, misma que fue removida por petición del fray Vicente Magor, quien solicitó al Ayuntamiento que fuese removida, alegando que los dominicos no podían arrendar unas casas que tenían en ese lugar.

### El homenaje a Miguel Bravo (1814 - 1870)
El historiador y escritor Pedro Ángel Palou Pérez señala que en 1819, el gobernador e intendente Ciriaco del Llano y Garay propuso la creación de un paseo público en la ciudad de Puebla.  El sitio elegido fue la Plaza Pública, también conocida en ese entonces como Plaza del Parral o de Oaxaquilla, y el trabajo fue encargado al artista Bernardo Olivares Iriarte, discípulo de José Manzo, uno de los máximos exponentes del neoclásico mexicano. 
En ese lugar, el 15 de abril de 1814 fue fusilado por los realistas el mariscal insurgente Miguel Bravo, sobrino de Nicolás Bravo. En 1823, el Soberano Congreso Mexicano emite un decreto mediante el cual Miguel Bravo recibió el honor de "Benemérito de la Patria en Grado Heroico". En dicho decreto, se enuncia que el terreno donde fue sacrificado Bravo deberá ser cercado, adornado con árboles y se levantará una pirámide como homenaje.

El 19 de julio de 1823 decretó el Congreso General de México que se adornaran los sitios en que fueron sacrificados los héroes de la Independencia, citando entre ellos a Miguel Bravo (...) El obrero mayor hizo el diseño de una pirámide de sillares de cantería, coronada de una águila y rodeada de una balaustrada (...) Alrededor del monumento se plantaron árboles, que fueron el origen o precursores del futuro Paseo.
Hugo Leicht, Las calles de Puebla

Ciriaco del Llano se negó a cumplir dicha orden, no obstante, el general José María Calderón –primer gobernador de Puebla en la etapa federalista– acepta acatar el decreto, colocando un busto de Miguel Bravo en 1827; el cual fue sustituido en 1830 por otra pieza similar debido al robo de la primera, debido a que "como don Nicolás Bravo tenía que pasar por esta Ciudad, regresando de su destierro (...), se acordó poner un busto de bronce en el monumento." En 1855, el gobierno mandó a reponer la parte maltratada del monumento; y en 1862, al cortar los árboles del paseo, se retiró el busto del héroe de la Independencia.

### Paseo Nuevo (1840-1864)
El parque se estrenó hasta 1840 bajo el nombre de Paseo Nuevo, aunque en 1845 también se le menciona con el nombre de "La Alameda" y en 1849, como el Paseo Nuevo. Para 1856, el Plano de Álvarez lo describe como "Alameda Nueva". 

A pesar del corto tiempo que lleva el Paseo Nuevo de planteado, sus numerosos árboles de fresno y sus variadas flores presentan una vista pintoresca. La extensión que tiene, proporciona una reunión considerable de carruajes y caballos. Está adornado con un monumento (el de Miguel Bravo) en el fondo y cinco hermosas fuentes.
Hugo Leicht, citando la Guía de 1852, en Las calles de Puebla

Después de la Batalla de Puebla del 5 de mayo de 1862, y como preparación para la resistencia de la ciudad contra los franceses, todos los árboles del Paseo fueron cortados.

### Paseo de la Emperatriz (1864-1870)
Recibió otro cambio de nombre durante el fugaz imperio de Maximiliano de Habsburgo, época en la que fue bautizado como Paseo de la Emperatriz, en honor a Eugenia de Montijo, esposa de Napoleón III. Durante esta etapa, se incorporó al paseo la manzana que está al poniente de la calle 11 sur y se cercó todo el predio.

### Paseo Bravo (1870 - 1903)

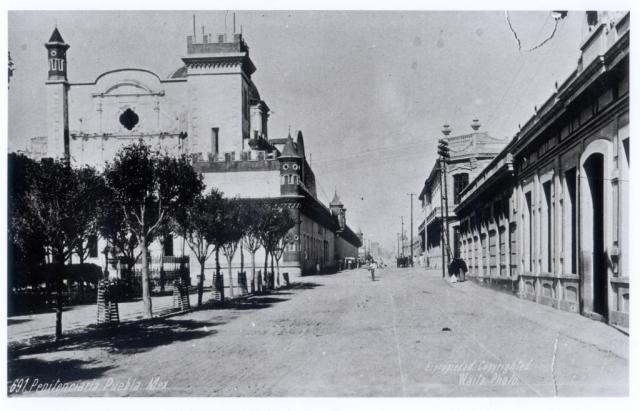
Paseo Bravo y Reforma, circa 1900

En 1870 se refiere al parque por primera vez como Paseo Bravo. El busto del general Miguel Bravo es retirado y trasladado al edificio del Antiguo Colegio de San Juan en 1875. Posteriormente, fue colocado frente al Templo de Guadalupe, para después ser cedido al Museo Militar del Batallón de San Javier. Con el estallido de la Revolución, dicha pieza se perdió definitivamente.
En 1896, se alzó un monumento en memoria de Nicolás Bravo, quien desempeñó tres veces el cargo de presidente de México. La escultura fue inaugurada en 1898 por el presidente Porfirio Díaz, quien al mismo tiempo "puso la primera piedra para el monumento dedicado a la Independencia, frente a la iglesia de Guadalupe, de donde se había quitado el busto de Miguel Bravo."
En 1897 y 1899, el Paseo fue arreglado nuevamente, añadiéndole bancos de hierro alrededor de las fuentes en 1897; la demolición de la barda externa en 1898; y la construcción de un quiosco en 1899.
Otros monumentos añadidos posteriormente fueron el de Gabino Barreda, médico y político mexicano, que se levantó en 1902 en el mandato del presidente municipal Leopoldo Gavito; y el de Esteban de Antuñano, empresario textilero, erigido en 1903 por órdenes del alcalde Benjamín del Callejo. Este último fue retirado al Paseo de San Francisco en 1990.

### Donación de "El Gallito" (1921)

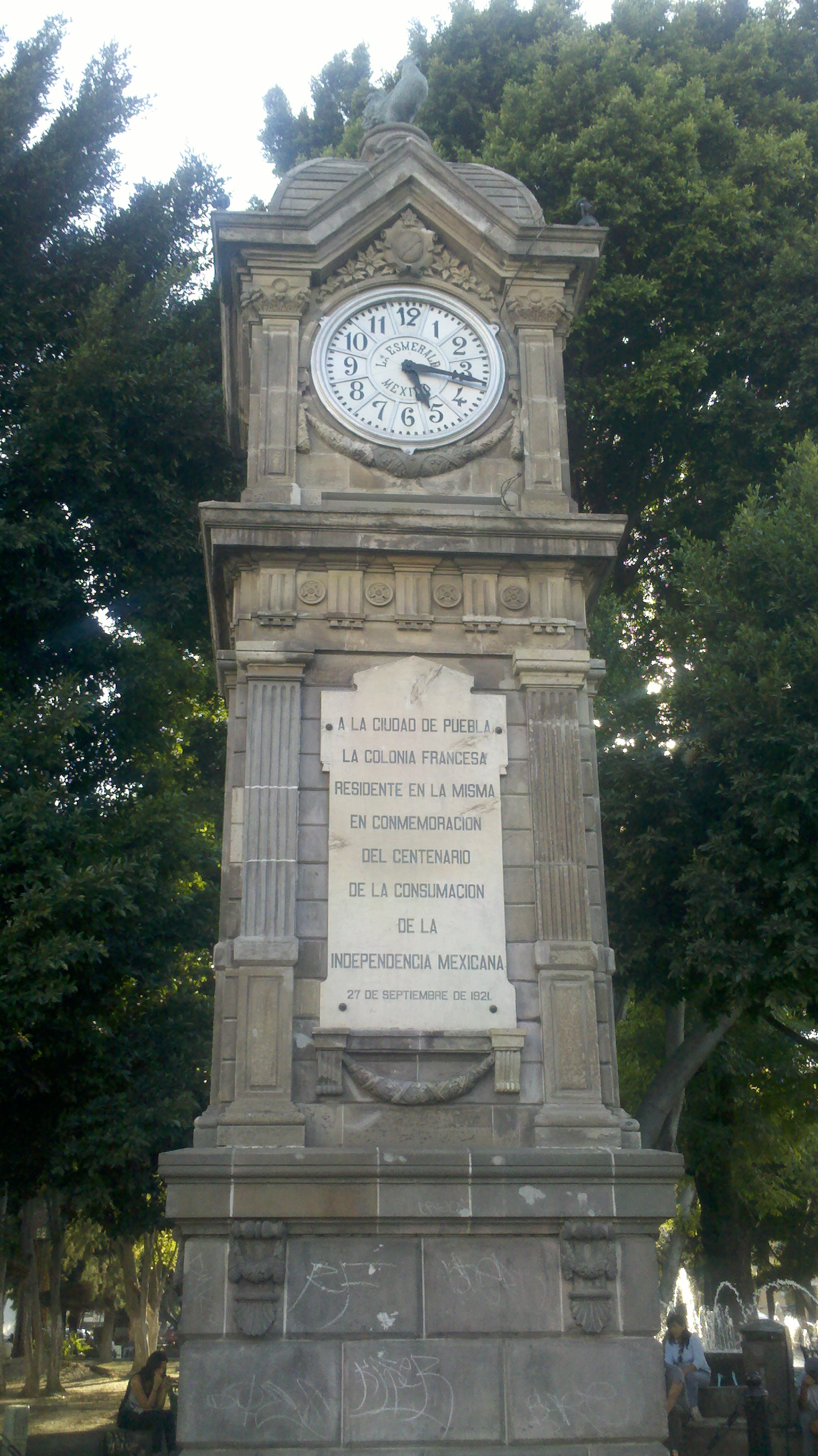
Reloj El Gallito, Puebla

El Gallito es una pieza central dentro del Paseo Bravo. Fue inaugurado en 1921 y cedido por la colonia francesa en Puebla con motivo del centenario de la consumación de la Independencia de México. Su estilo es art nouveau. Este reloj se ha convertido en un punto de reunión emblemático para los habitantes de la ciudad, especialmente para convocar protestas.
El reloj recibe el nombre de El Gallito por la figura del animal que corona a la torre. En 1999, un sismo tiró la efigie, pero fue recuperada y devuelta por un conductor de taxi.

### Historia contemporánea (1940 - 2014)
El Paseo Bravo ha recibido diferentes modificaciones a lo largo de las últimas décadas:
- En 1940, el presidente municipal Rafael Ávila Camacho construyó una pista de patinaje en el anillo central del parque.
- En 1959, el presidente municipal Arturo Perdomo Morán construyó el Museo de Historia, con piezas propiedad de la Universidad Autónoma de Puebla.
- La Fundación Mary Street Jenkins instaló en 1987 un monumento a Don Juan de Palafox y Mendoza, hecho por el artista Jesús Corro Ferrer.
- En enero de 2013, el gobernador Rafael Moreno Valle Rosas propuso instalar en el Paseo Bravo el proyecto de la Estrella de Puebla, una rueda de la fortuna.[8] Finalmente, el plan no prosperó por oposición ciudadana y del Instituto Nacional de Antropología e Historia.[9]

## Galería

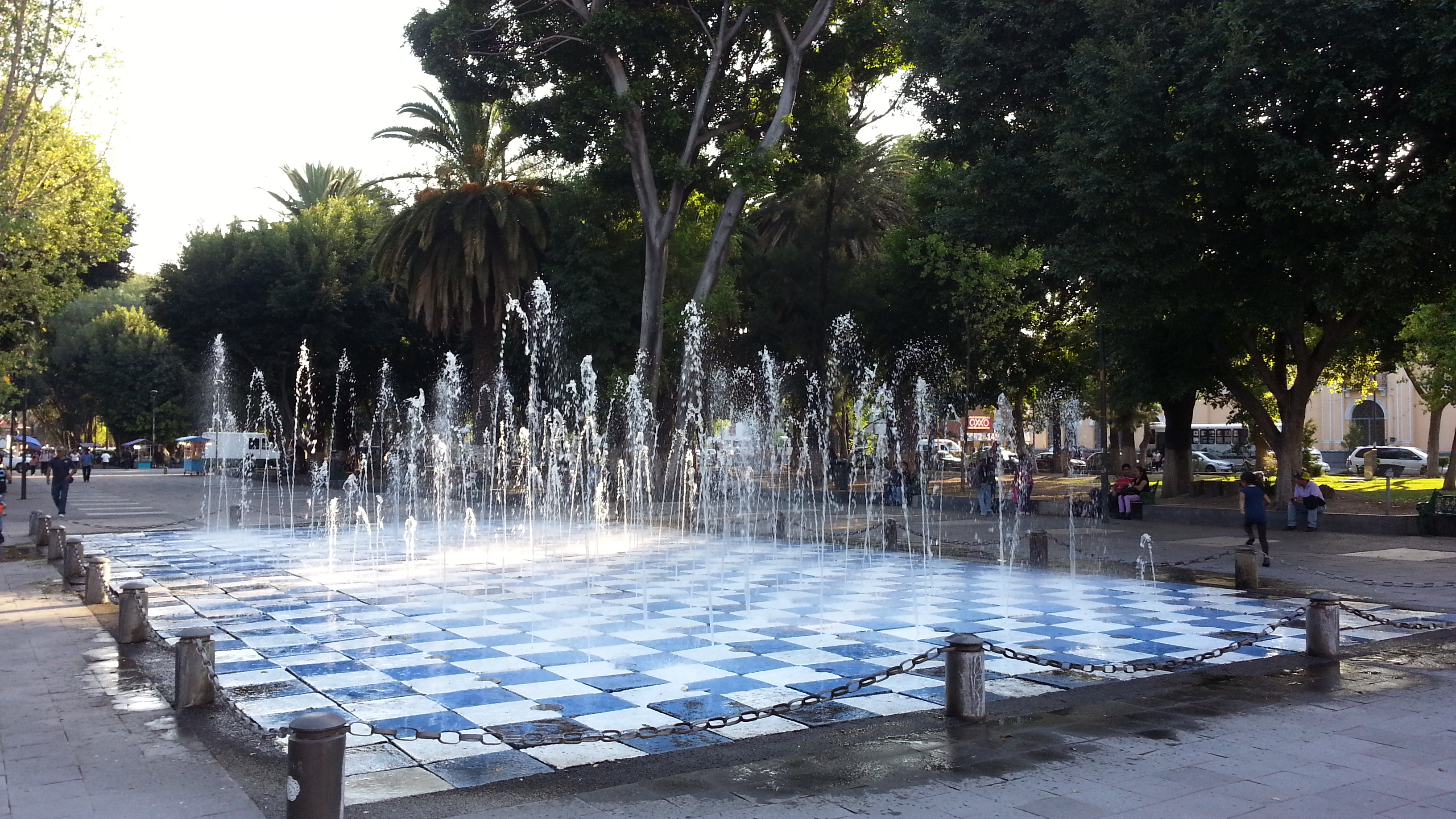
Fuentes.
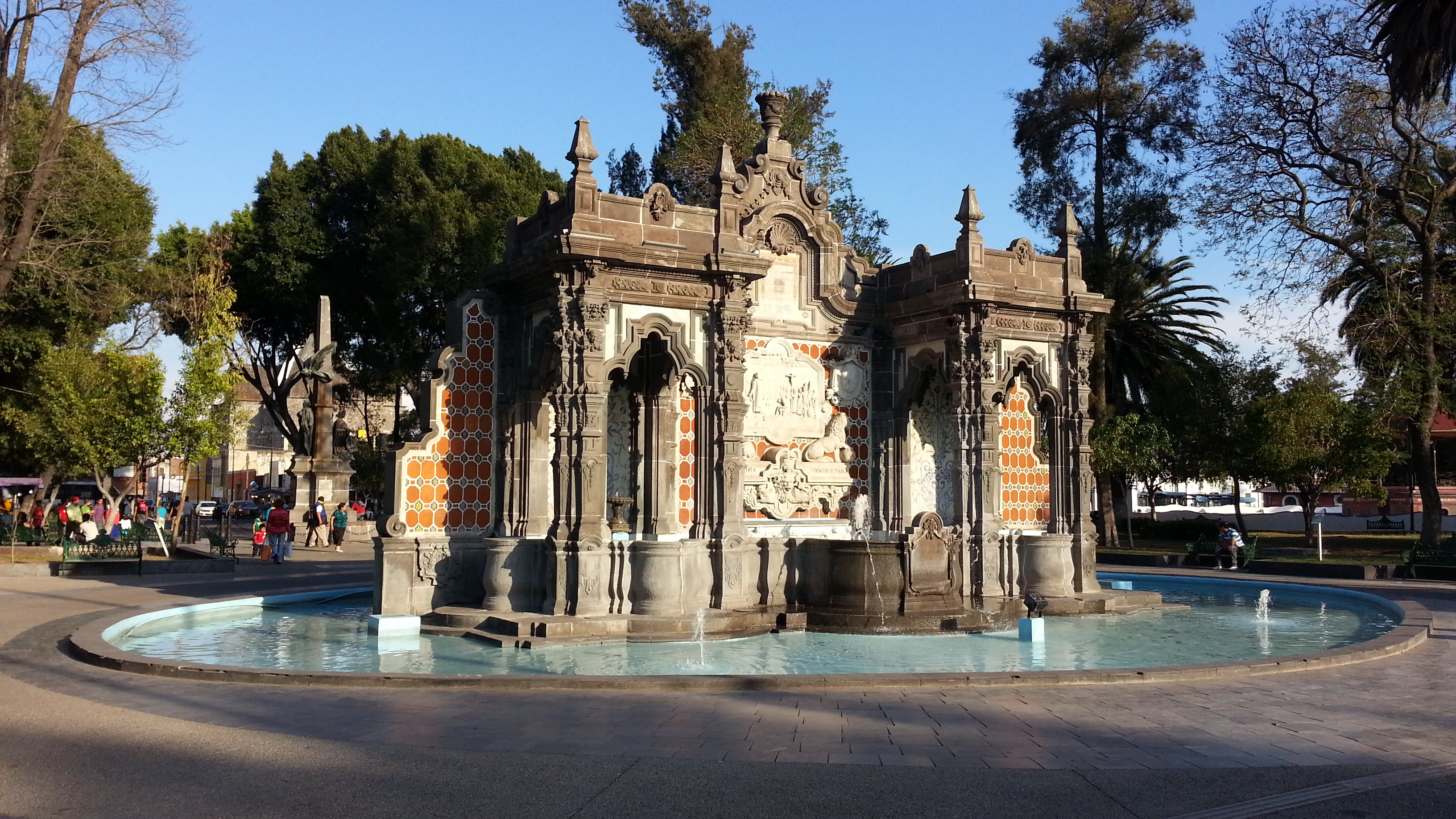
Frente del monumento dedicado a Motolinía, fundador de la ciudad de Puebla.
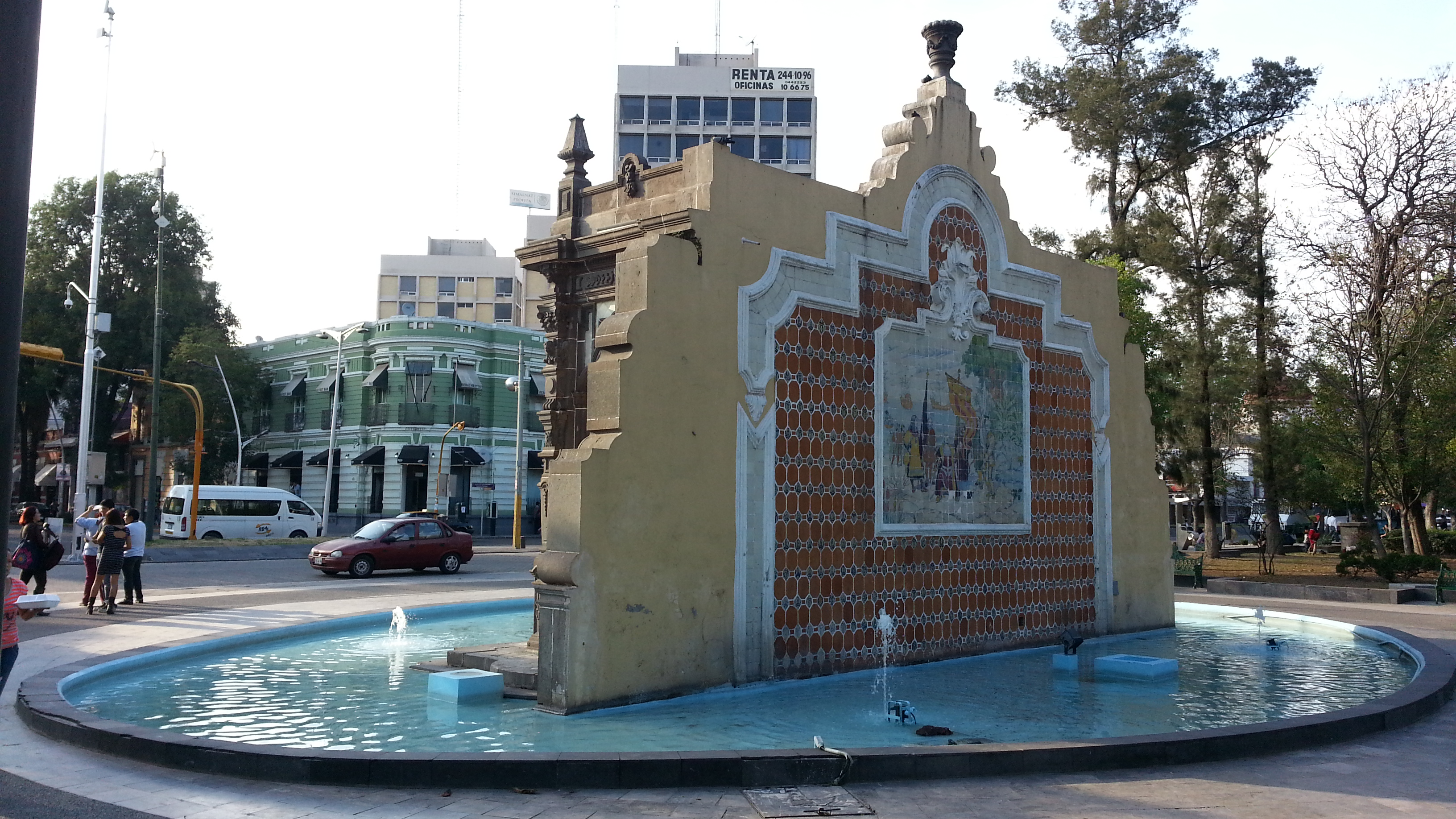
Reverso del monumento dedicado a Motolinía, fundador de la ciudad de Puebla.
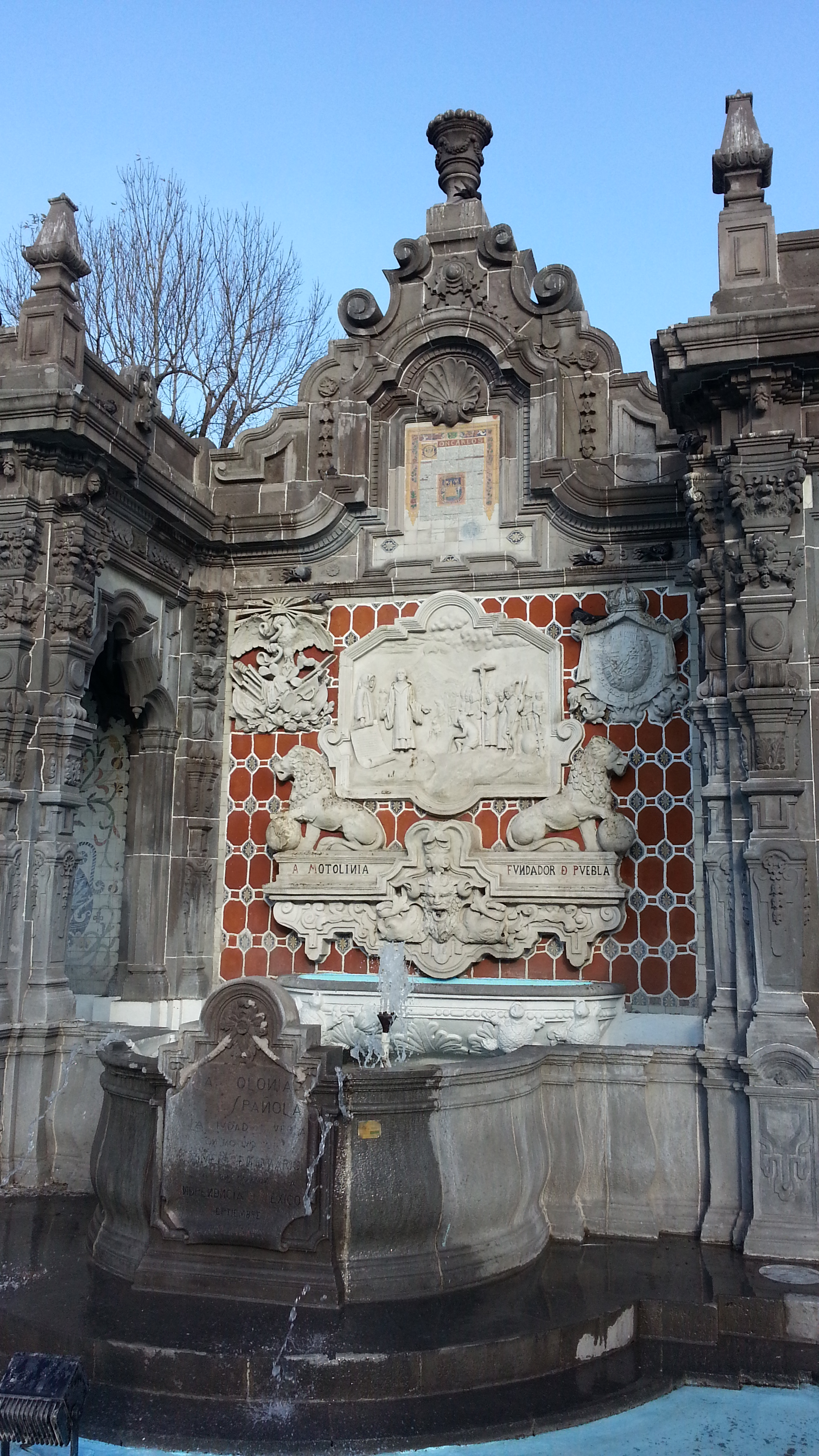
Detalle del monumento dedicado a Motolinía, fundador de la ciudad de Puebla.
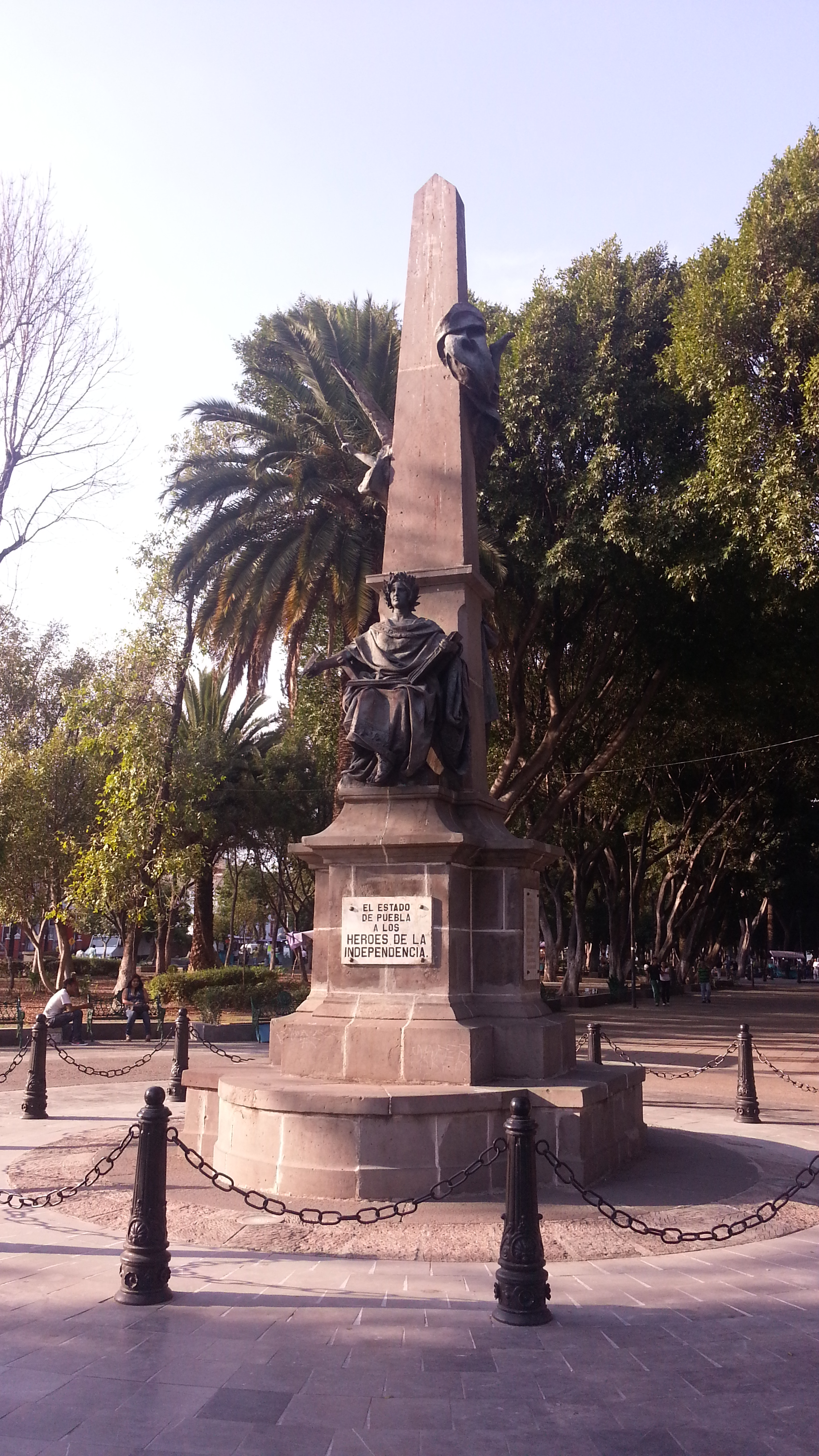
Monumento dedicado a los héroes de la Independencia.
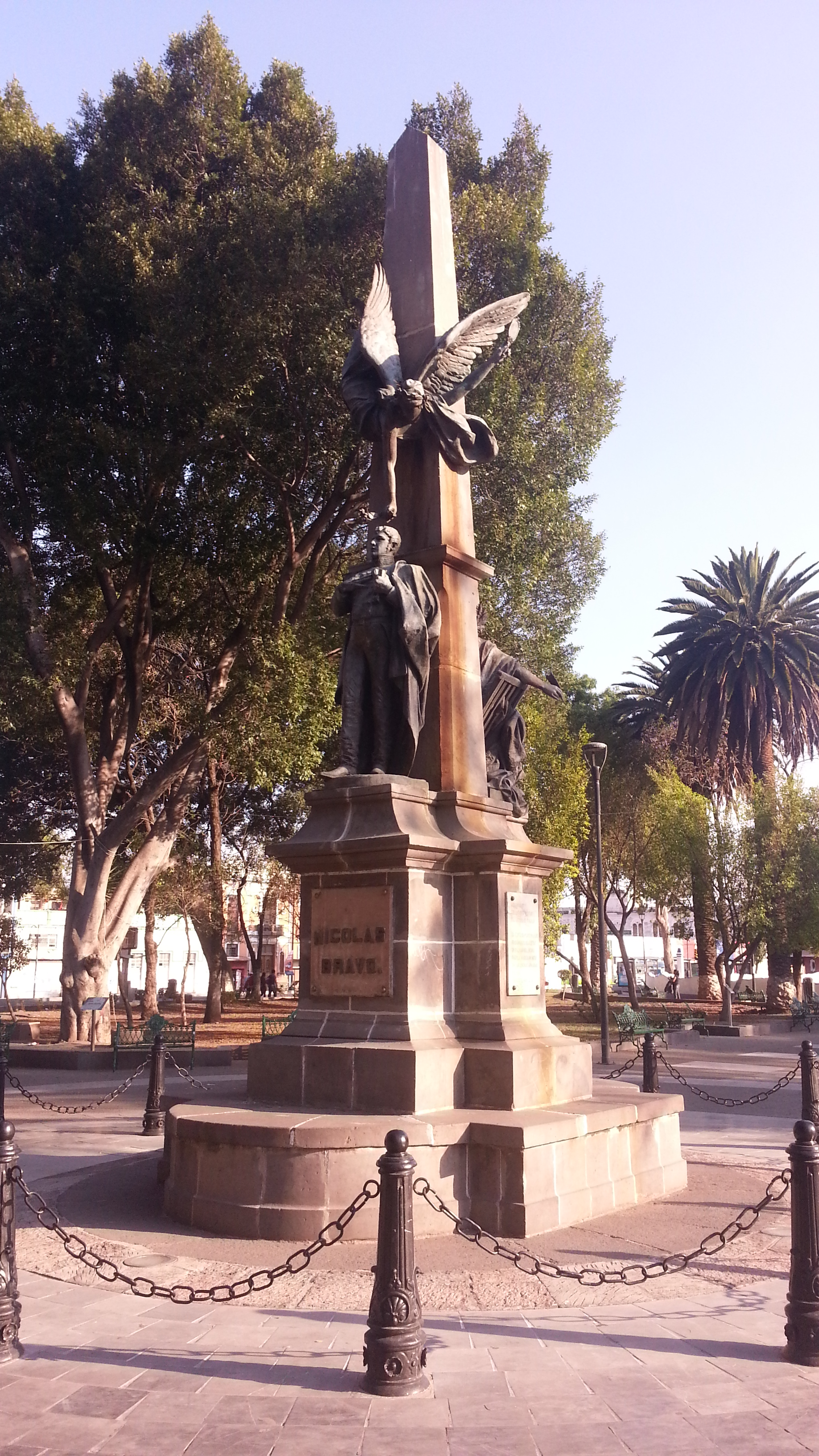
Estatua de Nicolás Bravo.
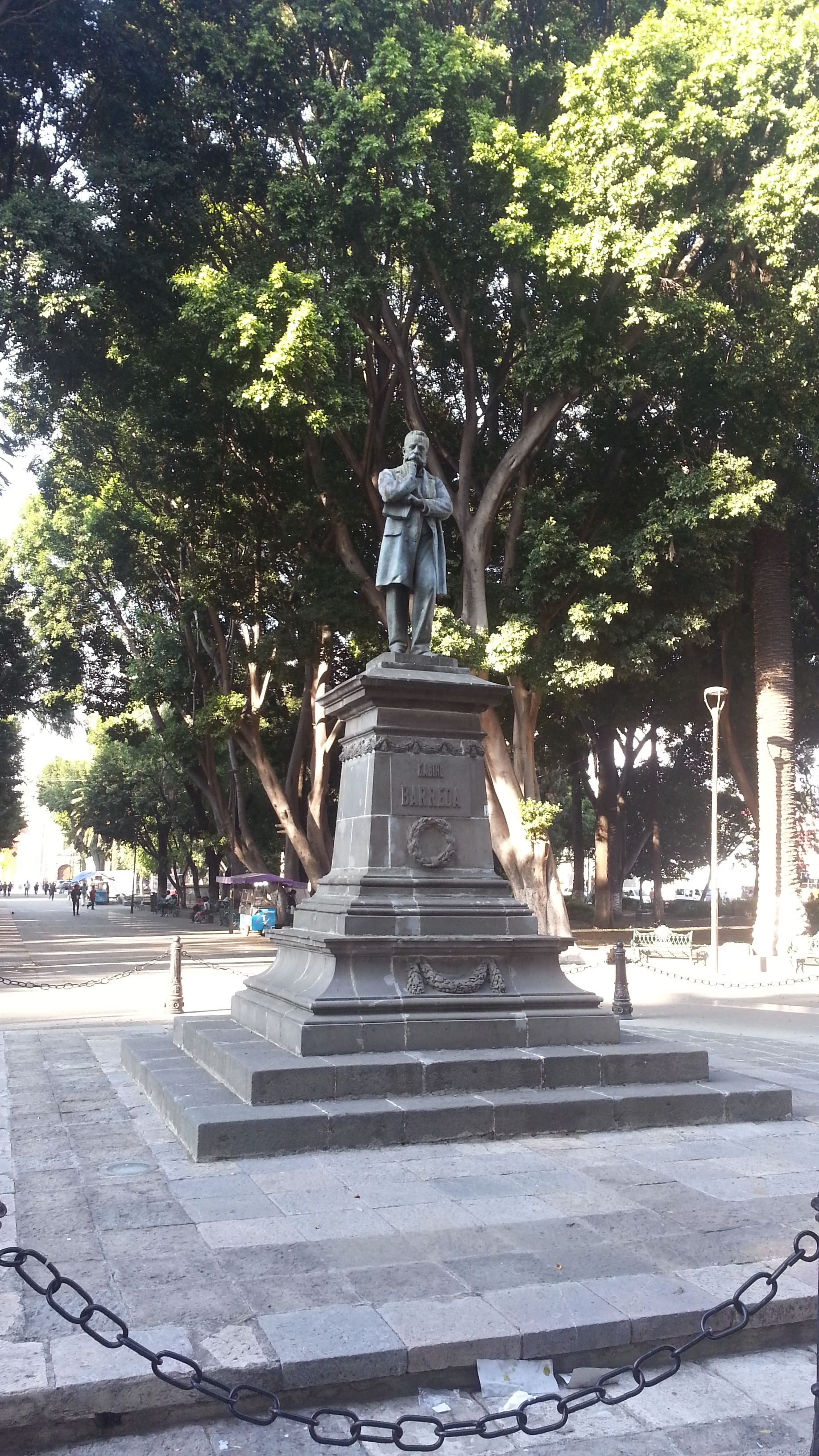
Monumento dedicado a Gabino Barreda .